# Karlstein (Bad Reichenhall)
Karlstein ist ein Gemeindeteil der Stadt Bad Reichenhall und eine Gemarkung im Landkreis Berchtesgadener Land.
Im Zuge der Gebietsreform wurde die Gemeinde Karlstein  1978 nach Bad Reichenhall eingemeindet.

## Geographie

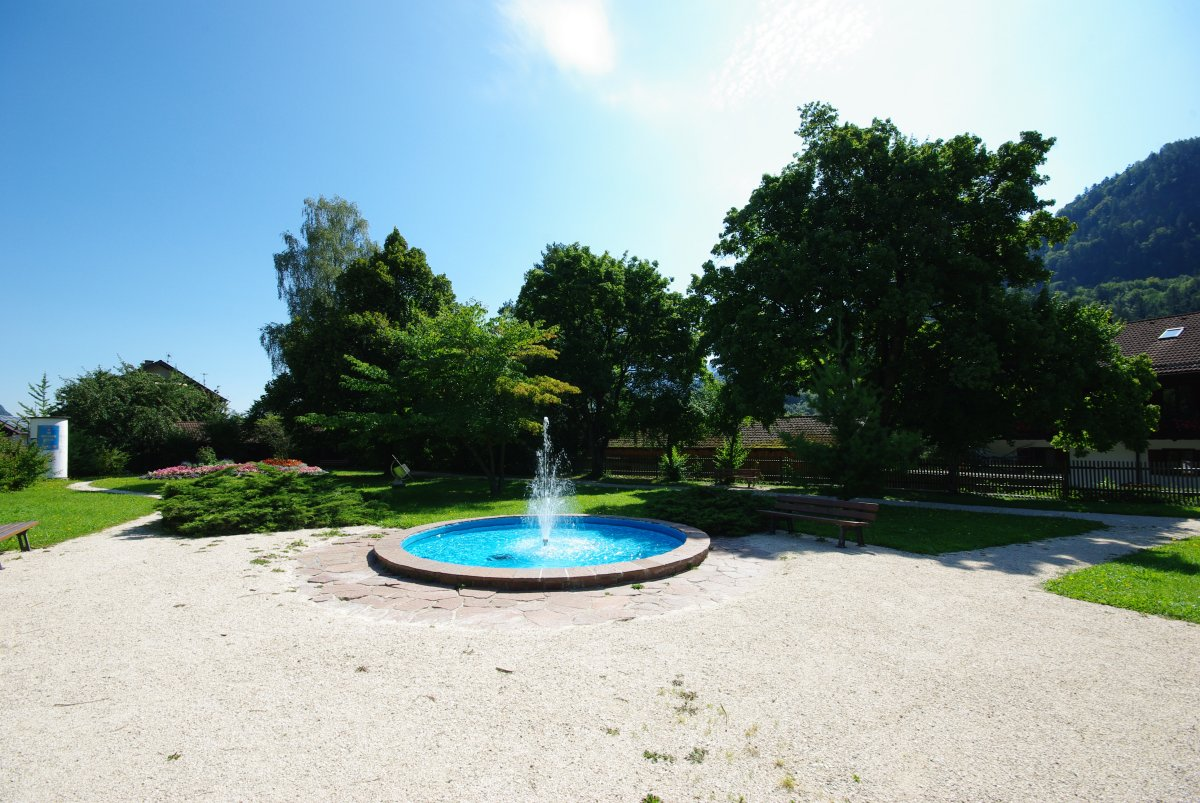
Kurgarten Karlstein an der Staufenstraße

### Geographische Lage
Das Dorf Karlstein liegt am westlichen Ende des Reichenhaller Talkessels. Vom Stadtkern ist der Ortsteil durch die Saalach getrennt. Auf der  25,53 km² großen Gemarkung liegen die Gemeindeteile Karlstein, Kirchberg, Nonn und Thumsee. Alte Flur- und Hofnamen (z. B. Siebenpalfen, Fager, Garnei, Seeweber) sind immer noch gebräuchlich, auch wenn diese nicht mehr in einem öffentlichen Verzeichnis auftauchen.
Im Bereich von Karlstein und Nonn befinden sich der Hochstaufen und der Zwiesel im Norden, der Gebersberg und Teile des Jochbergs im Westen und der Müllnerberg, der sich vom Westen bis in den Süden erstreckt.

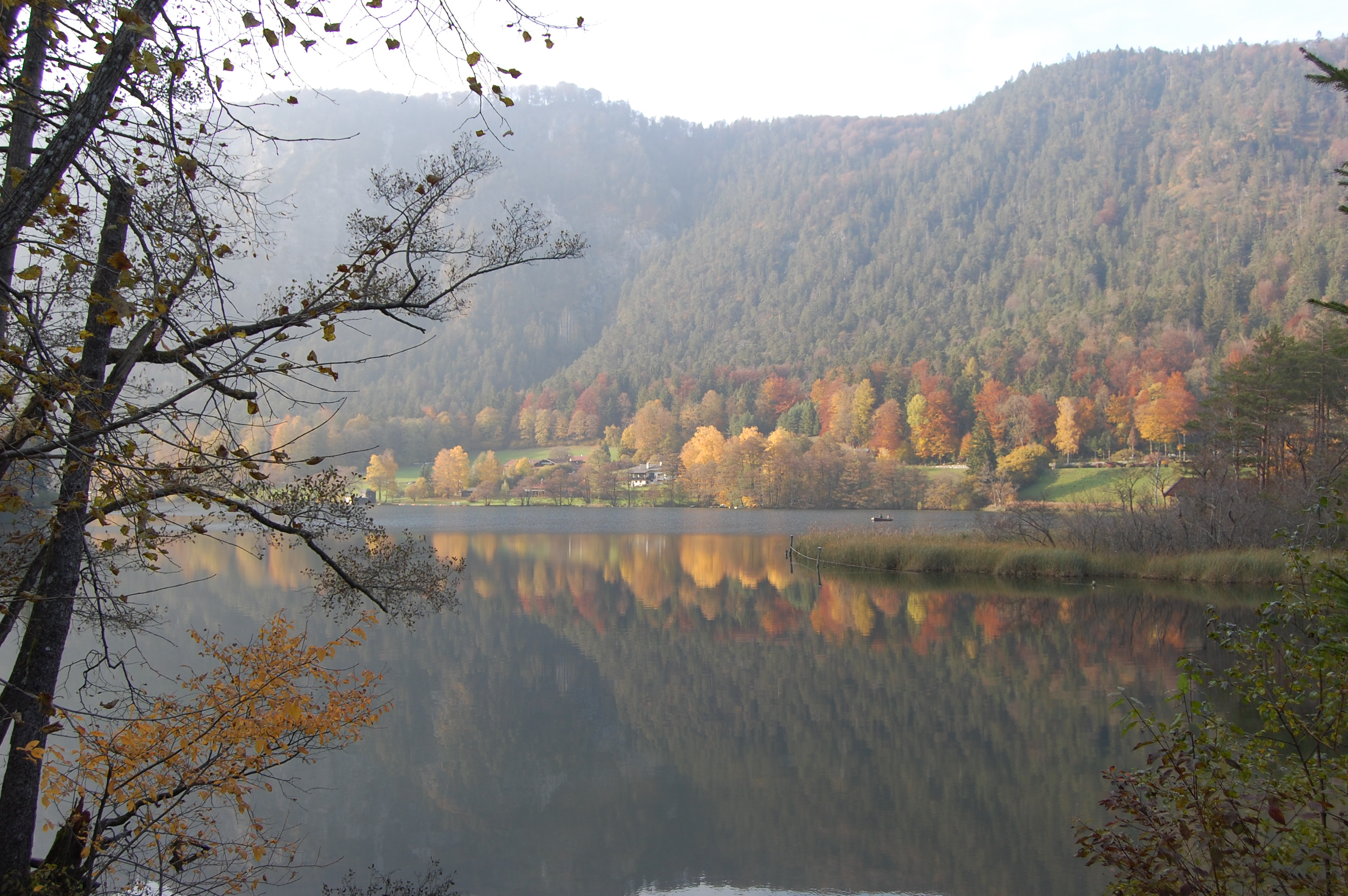
Thumsee im Herbst

### Gewässer
Eingerahmt von Bergen liegt im Westen der Thumsee. Er ist ein wichtiges Naherholungsgebiet für die Stadt und umliegende Gemeinden. Das Wasser des Sees, das von einem oberirdischen Zulauf und unterirdischen Quellen gespeist wird, fließt im Anschluss durch das Seemösl und danach über den Seebach weiter nach Karlstein, heißt etwa ab der Weitwiese Hosewasch oder auch Hoswaschbach und vereinigt sich im Osten von Nonn mit der Saalach.
Das Amerangbachl entspringt am Müllnerberg und vereinigt sich im Bereich der Seebachkapelle mit dem Seebach.
Der Listsee liegt auf ca. 630 m oberhalb des Nonner Oberlandes und ist nur 0,4 Hektar groß. Der Bergsee wird unterirdisch gespeist, das Wasser läuft über den Hammerbach in die Hosewasch ab. Die Quellen rund um den Listsee dienen der Stadt Bad Reichenhall als Trinkwasserversorgung.

### Klima
Wie auch im übrigen Stadtgebiet von Bad Reichenhall ist das Klima in Karlstein, begünstigt vor allem durch die geschützte Lage im Talkessel und gemäßigt durch das Wasser der Saalach. Bad Reichenhall wird deshalb auch gern als „Meran des Nordens“ bezeichnet. Eine Besonderheit sind starke, warme Fallwinde, die vor allem im Bereich von Kirchberg auftreten und in anderen Ortsteilen wenig bis gar nicht wahrgenommen werden. Aufgrund der Windrichtung (aus Westen) werden diese im Volksmund gerne als „Kugelbachwind“ bezeichnet nach dem in dieser Richtung liegenden Bauernhof.

## Geschichte

### Frühgeschichte

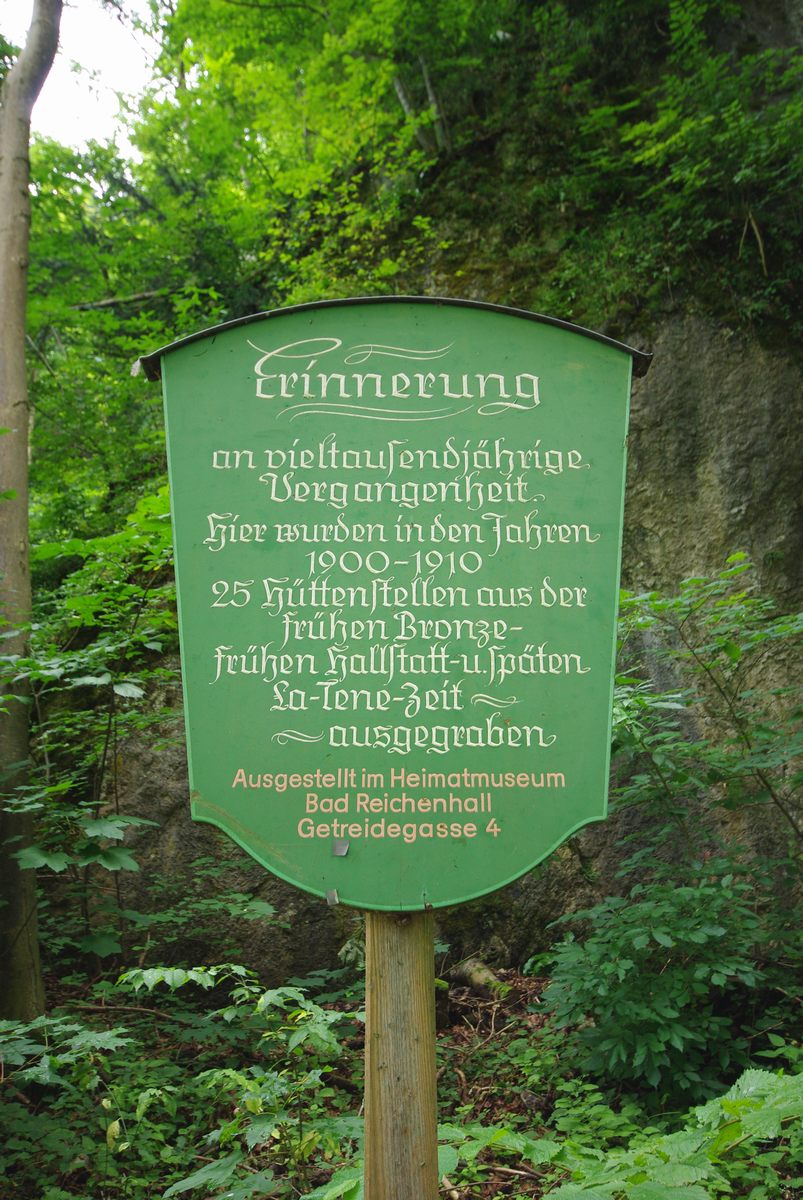
Hinweistafel auf die Ausgrabungen in Karlstein

Die ältesten archäologischen Funde stammen aus der Glockenbecherzeit und wurden durch den Archäologen Josef Maurer bei Ausgrabungen an den Nordhängen des Pankrazfelsens entdeckt. Ausgrabungen beweisen zudem, dass mindestens seit der Frühen Bronzezeit, das heißt seit dem Beginn des zweiten vorchristlichen Jahrtausends, der Reichenhaller Talkessel fortdauernd besiedelt gewesen ist.
Die umfangreichsten Funde stammen von den vorgeschichtlichen Siedlungsplätzen von Karlstein sowie aus dem Langackertal. In der Bronze- und Eisenzeit befanden sich dort Siedlungen, deren Größe und Reichtum in keinem Verhältnis zum landwirtschaftlichen Potential der Landschaft stehen. Vermutlich war damals schon das Salz aus den Solequellen Grundlage für den Handel, der hier einen Knotenpunkt der Wege in den Norden über Inzell und den Chiemsee, Richtung Süden über Salzburg und die Tauern bis an die Adria und Richtung Westen über die Garnei, den Thumsee, den Pinzgau bis nach Tirol hatte. Die Funde beweisen auch, dass hier Metallwaren aus Bronze und Eisen hergestellt wurde, insbesondere Karlstein dürfte während Bronze- und Eisenzeit ein Metallurgiezentrum mit regionaler Bedeutung gewesen zu sein.
Die wichtigsten Funde stammen aus der Zeit um 100 v. Chr. Gegen Ende der La-Tène-Zeit wurden in einem Münzprägezentrum auf dem Haiderburgstein, einer dem Pankrazfelsen vorgelagerten Anhöhe zwischen Schmalschlägerstraße und Moserweg, Münzen hergestellt. Es handelt sich dabei um Silbermünzen mit der Prägung eines stilisierten Kugelpferdes und einem Durchmesser von etwa acht Millimetern, die nicht zum römischen oder griechischen Währungssystem gehören und auch keinem keltischen Stamm zugeordnet werden können. Dieses Kleinsilber, das im Ostalpenraum bis Slowenien nachgewiesen werden kann, wird deshalb auch „Kleinsilber Karlsteiner Art“ genannt und ist auch ein Beweis für die Bedeutung des Handels für die Siedlungen von Karlstein.
Aus der römischen Kaiserzeit stammen Funde einer großen Villensiedlung mit Verbrennungsplatz und Friedhof im Bereich der heutigen Fischzuchtstraße im Langackertal. Die Funde zahlreicher Grabstätten der Bajuwaren in Kirchberg aus der Merowingerzeit (480 bis 700) deuten auf ein friedliches Nebeneinander von Germanen und Romanen hin. Als Siedlung könnten der Altstadtbereich von Bad Reichenhall oder der Kirchberg, aber auch andere Bereiche in der Umgebung gedient haben.

### Ab dem Mittelalter

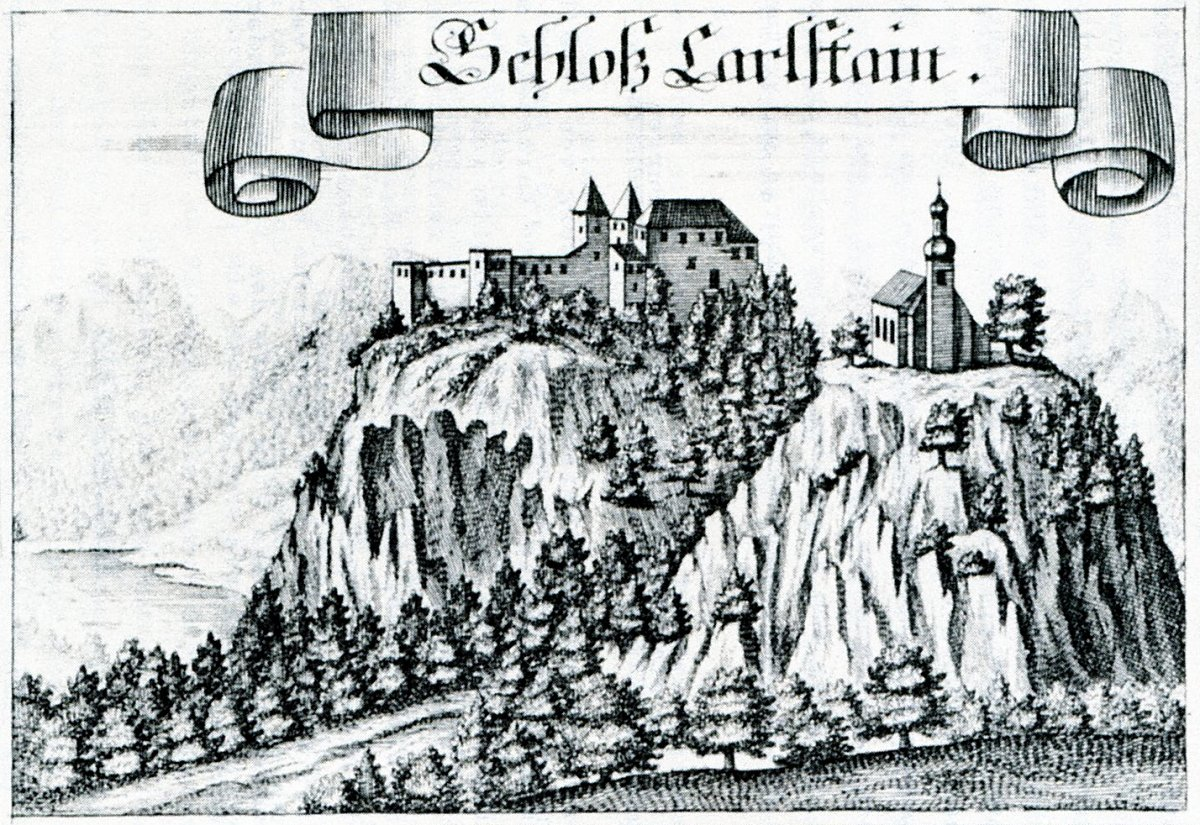
Burg Karlstein um 1700

Obwohl es in Karlstein keine Salzvorkommen gab, spielte die Siedlung Karlstein eine für die Salzerzeugung strategisch wichtige Rolle. So diente die Burg Karlstein ⊙ zur Verteidigung der Stadt Reichenhall gegen Angriffe aus dem Westen und auch zur Sicherung der Transportwege des Salzes über den Thumsee und den Antoniberg in Richtung Tirol oder München. Wie Karlstein stand auch die Maut zu Karlstein ⊙ unter dem Einfluss der Peilsteiner und später des Bayernherzogs. Die ehemaligen Burganlagen Fager (auch: Vager)⊙, Amerang ⊙ und Kirchberg ⊙ wurden im Auftrag des Erzbischofes von Salzburg errichtet, der damit seine Macht über die Salzproduktion festigen wollte. Außer von der Burg Karlstein sind von den anderen Anlagen kaum noch sichtbare Überreste vorhanden. Sie dürften alle bei kriegerischen Auseinandersetzungen zerstört worden sein. Die Steine wurden vermutlich von der Bevölkerung zum Bau ihrer Häuser fortgeschafft. Im dichten Wald wurden vereinzelte Spuren teilweise erst durch Johannes Lang als Stadtheimatpfleger der Stadt Bad Reichenhall sowie den Verein für Heimatkunde Bad Reichenhall 2001 und 2002 wiederentdeckt und freigelegt.
Unter der Leitung des Hofbaumeisters Hanns Reiffenstuel wurde 1617 bis 1619 eine Soleleitung von Bad Reichenhall nach Traunstein mit zahlreichen Brunnhäusern (Pumpstationen) zur Überwindung des Höhenunterschiedes gebaut. Die zwei Brunnhäuser Fager und Seebichl sowie ein Themenwanderweg befinden sich in Karlstein. Die Reifenstuelstraße erinnert an den Baumeister.

### Zeit des Kurbetriebes
Noch bevor man in Bad Reichenhall den Heilwert der Sole kannte, gab es Anfang des 18. Jahrhunderts im Karlsteiner Ortsteil Kirchberg schon einen Badebetrieb. Grundlage war die dortige Heilquelle, die südlich des heutigen Altenheims am Fuße des Müllnerbergs entspringt. Kirchberg gilt deshalb als Wiege des Kurbetriebs in Bad Reichenhall. Das Bad hatte jedoch wegen der sehr einfachen Ausstattung über hundert Jahre eine sehr geringe Bedeutung und den Ruf eines „Dienstbotenbades“. Das änderte sich langsam, als ab 1822 der Salinenarzt Osterhammer in Kirchberg Kuren mit Sole verschrieb und auch Aufzeichnungen über die Erfolge seiner Therapien anfertigte. Als sich ab 1846 der Kurbetrieb in Reichenhall rund um das Hotel Axelmannstein etablierte, kam es wegen der Konkurrenz des Öfteren zum Streit, jedoch begünstigte das Aufblühen des Kurbetriebs in der Nachbarstadt auch das Bad in Kirchberg. Im Jahre 1864 wurde der Kurbetrieb umfassend modernisiert, neue Gebäude errichtet und das Kirchberg zu einem überregional bekannten und beliebten Kurort gemacht. Die letzten 50 Jahre bis zum Ausbruch des Ersten Weltkriegs zählten zur glücklichsten Epoche von Kirchberg, nach dem Krieg wurde der Badbetrieb aufgegeben. Der Kurpark mit seinen vielen exotischen Pflanzen wurde mit dem heutigen Altenheim überbaut und außer dem Kirchberg-Schlössl sind nur noch sehr wenige alte Villen in der Umgebung erhalten geblieben. Die Kirchberger Heilquelle fließt heute in der Nähe der Kretabrücke ungenutzt in die Saalach.
In den Jahren 1889 bis 1890 wurde die Lange Brücke über die Saalach durch eine moderne Bogenbrücke aus Stein, die Luitpoldbrücke, ersetzt. 1899 wurde diese bei einem Hochwasser schwer beschädigt.

Elektricitäts-Werke Reichenhall um 1890

Im Jahre 1890 eröffnete Konrad Fischer in Kirchberg die Elektricitäts-Werke Reichenhall, das erste Wechselstromkraftwerk in Deutschland und das erste Elektrizitätswerk in Bayern. Fischer nutzte die Wasserkraft des Kirchberger Mühlbaches, um 1200 Glühlampen in Bad Reichenhall, Karlstein und Kirchberg zum Leuchten zu bringen.
Ab 1908 betrieb Albert Leuthenmayr in der Nonner Straße 10 eine Latschenkiefernölbrennerei. Bis dahin war Josef Mack der Einzige, der in Bad Reichenhall verschiedene Kurmittel aus dem Öl der Latschenkiefer anbot. Leuthenmayr war Gärtner und besaß seit den 1880er Jahren in Reichenhall eine Blumenhandlung, in der er Gartenblumen und Blumenbouquets anbot. 1913 erweiterte Leuthenmayr seine Fabrik auf zwei große Anlagen, da die Erzeugnisse aus der ersten, kleinen Destillationsanlage regelmäßig ausverkauft waren. Zu Leuthenmayers Kunden zählten der bekannte Chirurg Ferdinand Sauerbruch, die Königlich Bayerische Leib- und Hofapotheke sowie das britische Königshaus. In Bad Reichenhall gab es drei Vertretungen für „Leuthenmayrs Hochgebirgs-Latschenkiefer-Produkte“, darunter die Kronen-Apotheke in der Bahnhofstraße. Im Jahre 1943 wurde der Betrieb kriegsbedingt eingestellt, aber ab 1948 wieder aufgenommen. Im Jahre 1977 wurde der Betrieb endgültig aufgegeben, ab diesem Zeitpunkt fertigte die Engel-Apotheke in der Ludwigstraße die Leuthenmayrschen Produkte in Lizenz.

### Jahrhundertwende bis zur Nachkriegszeit
Im Jahre 1912 wurde mit dem Bau des Saalachkraftwerks zur Elektrifizierung der Bahnstrecken Freilassing–Bad Reichenhall und Bad Reichenhall–Berchtesgaden begonnen. Es ist eines der ältesten Bahnkraftwerke, das noch in Betrieb ist und liefert außerdem bis heute Strom an die Stadt Bad Reichenhall.
Das Bad Kirchberg wurde im Ersten Weltkrieg in ein Lazarett umgewandelt, in das auch Schlössl eingegliedert war und das bis 1921 in Betrieb war. Das Kurhaus wurde 1924 an den Bayerischen Beamtenbund verkauft und kurz darauf als Beamten-Erholungsheim eröffnet. Damit endete der Badebetrieb in Kirchberg endgültig.

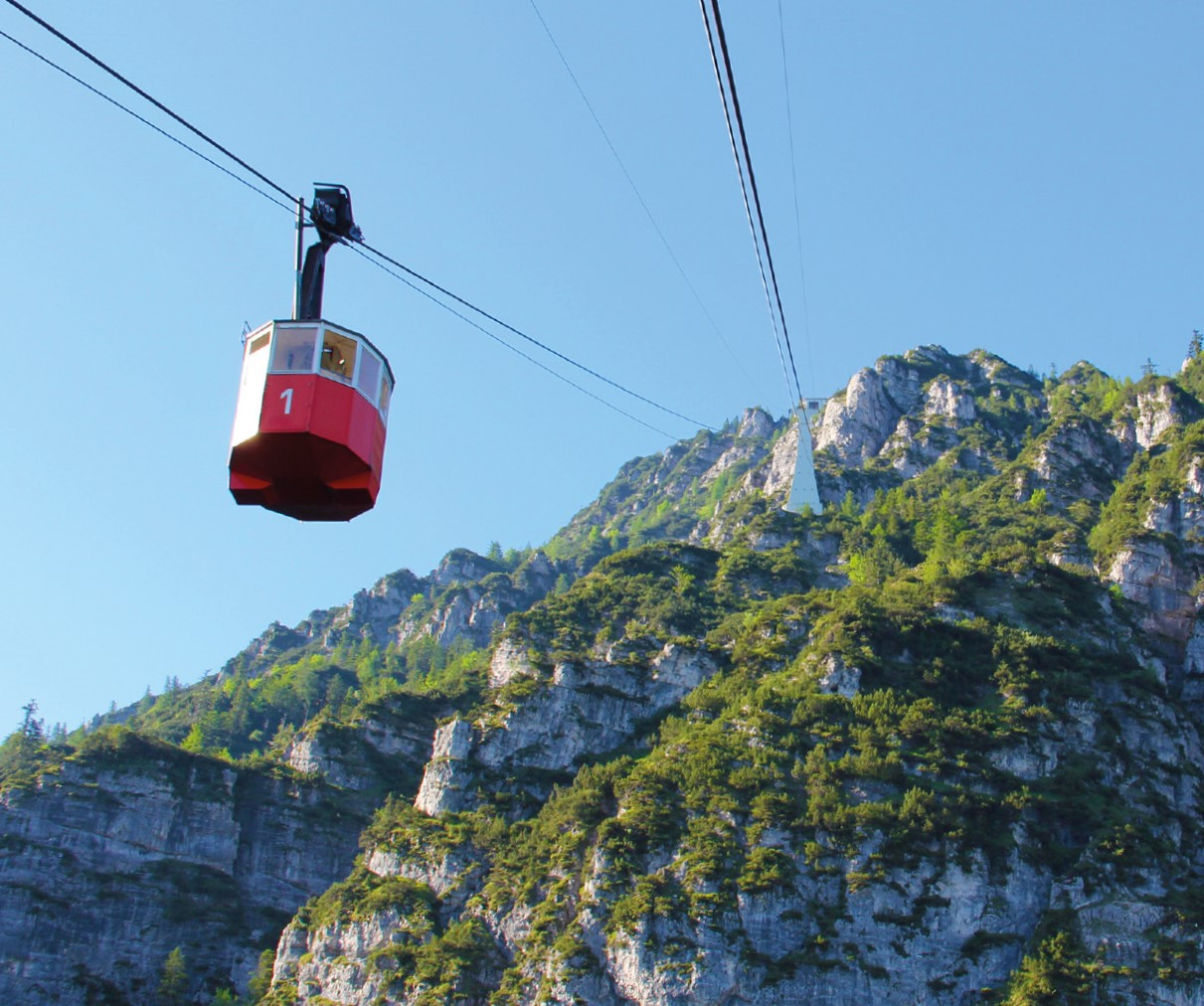
Kabine der Predigtstuhlbahn

Am 1. Juli 1928 nahm die Predigtstuhlbahn nach einjähriger Bauzeit ihren Betrieb auf. Sie ist die älteste original erhaltene Großkabinenseilbahn der Welt.
Die heutige Hochstaufen-Kaserne wurde in den Jahren 1934 bis 1936 in Karlstein erbaut. Da die Gebäude jedoch von vornherein für die Garnison Bad Reichenhall geplant waren, wurde das Gebiet per Regierungsbeschluss am 1. Juli 1937 in die Stadt Bad Reichenhall eingemeindet und ist heute Teil der Gemarkung Bad Reichenhall. Ab November 1938 war die Kaserne Standort des III. Btl. des Gebirgsjäger-Regimentes 100 mit Regimentsstab und 16. Panzer-Abwehr-Abteilung unter dem Kommando von Hubert Lanz und ab September 1939 von Willy Utz. Teile dieser Einheiten waren am Holocaust und unter anderem in Kreta, Kefalonia und Italien an Kriegsverbrechen beteiligt, welche tausende Opfer unter Kriegsgefangenen, Partisanen und Zivilisten forderten. Die Straße, an der sich die Kaserne befindet, wurde während der Bauarbeiten als Col-di-Lana-Straße benannt und wenige Jahre später in die heutige Nonner Straße umbenannt.
Während des Zweiten Weltkrieges und des Luftangriffs auf Bad Reichenhall am 25. April 1945 hat Karlstein nur vereinzelte Schäden erlitten, die ausschließlich Bauwerke im Gemeindeteil Kirchberg betrafen. Das Haus Kiblinger Weg 1 wurde total zerstört, Kiblinger Weg 2, 4 und 11 wurden schwer beschädigt. In der Col-di-Lana-Straße (heutige Nonner Straße) wurden die Häuser 4, 6 und 8 leicht beschädigt. Die Luitpoldbrücke wurde von SS-Pionieren noch am Nachmittag des 3. Mai 1945 gesprengt, als sich die alliierten Truppen schon auf beiden Seiten der Saalach wenige Kilometer vor Bad Reichenhall befanden. Am 8. Mai 1945 gegen 17 Uhr, kurz vor der bedingungslosen Kapitulation der Wehrmacht, wurden am heutigen Kugelbachweg elf französische Angehörige der 33. Waffen-Grenadier-Division der SS „Charlemagne“ erschossen. Die Hinrichtung durch französische Soldaten unter dem Kommando vom General Leclerc erfolgte „nach einer kurzen Inaugenscheinnahme“ durch Leclerc. Die Soldaten hatten sich kampflos ergeben und waren aus der Kaserne geflüchtet, nachdem sie erfahren hatten, dass die US-amerikanischen Besatzungstruppen durch französische ersetzt werden sollten. Die Geflüchteten wurden in einem nahegelegenen Wäldchen entdeckt und am späten Nachmittag des 8. Mai 1945 auf LKW zum Kugelbachweg verbracht. Nach der Erschießung ließ man die Leichen drei Tage dort liegen, bevor sie durch US-amerikanische Soldaten bestattet wurden. Am 2. Juni 1949 wurden die Leichen exhumiert, auf dem Friedhof St. Zeno beigesetzt und von einem katholischen Pfarrer eingesegnet. Einige Quellen sprechen von zwölf getöteten französischen Soldaten, tatsächlich wurden am 8. Mai 1945 elf Franzosen erschossen.
In den 1960er Jahren wurde die Kreta-Brücke gebaut, der Verkehr über die Deutsche Alpenstraße wurde dabei von der Thumseestraße auf die neue Staatsstraße 2101 verlegt. In den 1960er, 1970er und 1980er Jahren gab es eine rege Bautätigkeit in Karlstein. Dabei wurde viel Wohnraum für die wachsende Bevölkerung der Gemeinde und der Stadt Bad Reichenhall geschaffen.

### Von der Gebietsreform bis zur Gegenwart
Am 1. Mai 1978 wurde die Gemeinde Karlstein mit den Dörfern Karlstein, Kirchberg, Nonn und Thumsee sowie einschließlich des am 1. Januar 1978 eingegliederten, 933 Hektar großen Anteils des aufgelösten gemeindefreien Gebiets Karlsteiner Forst in die Stadt Bad Reichenhall eingemeindet. Der letzte Bürgermeister von Karlstein war Sebastian Fuchs.
Ein brennender Bergwald am Thumsee hielt die Feuerwehren ab dem 13. April 2007 elf Tage lang in Atem, drei Tage lang wurde vom Landratsamt Katastrophenalarm ausgelöst. Mit bis zu zwölf Hubschraubern unterstützten weitere Feuerwehren aus dem benachbarten In- und Ausland, das Technische Hilfswerk und die Polizei die Löscharbeiten der Freiwilligen Feuerwehr Bad Reichenhall. Personen kamen nicht zu Schaden. Zwischen dem 27. und dem 30. Juli 2013 brannte fast an der gleichen Stelle nach einem Blitzschlag wieder der Bergwald am Thumsee. Die Bad Reichenhaller Feuerwehr mit den Löschzügen Karlstein und Marzoll wurde durch Kräfte aus Bayerisch Gmain und dem Land Salzburg sowie mehreren Hubschraubern unterstützt.

## Politik

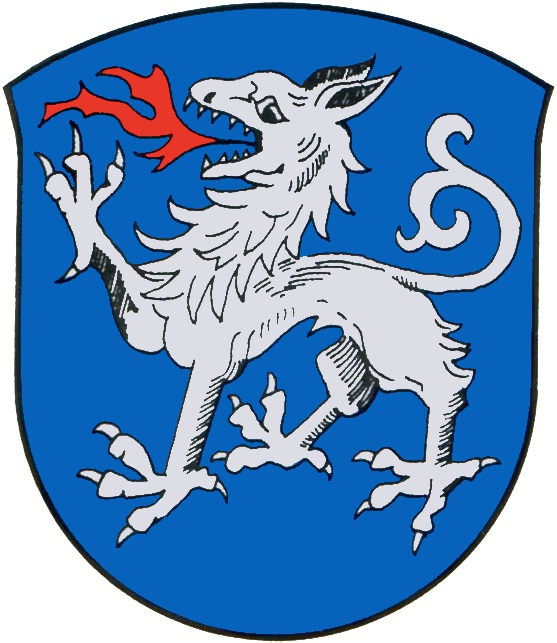
Wappen von Karlstein

Verblieben von der Gemeinde Karlstein ist bis heute das Wappen, das der Ort Karlstein weiterhin führt. Dieses hatte die damalige Gemeinde Karlstein in den 1960er Jahren angenommen. Es zeigt einen silbernen, schreitenden Panther auf blauem Grund. Es handelt sich um das Wappen der Grafen von Peilstein, die im 12. Jahrhundert als Vertreter des Salzburger Erzbischofs auf Burg Karlstein saßen, die Mautstelle an der Straße in den Pinzgau und nach Tirol innehatten und die erzbischöfliche Burg Kirchberg mitverwalteten.

## Kultur und Sehenswürdigkeiten

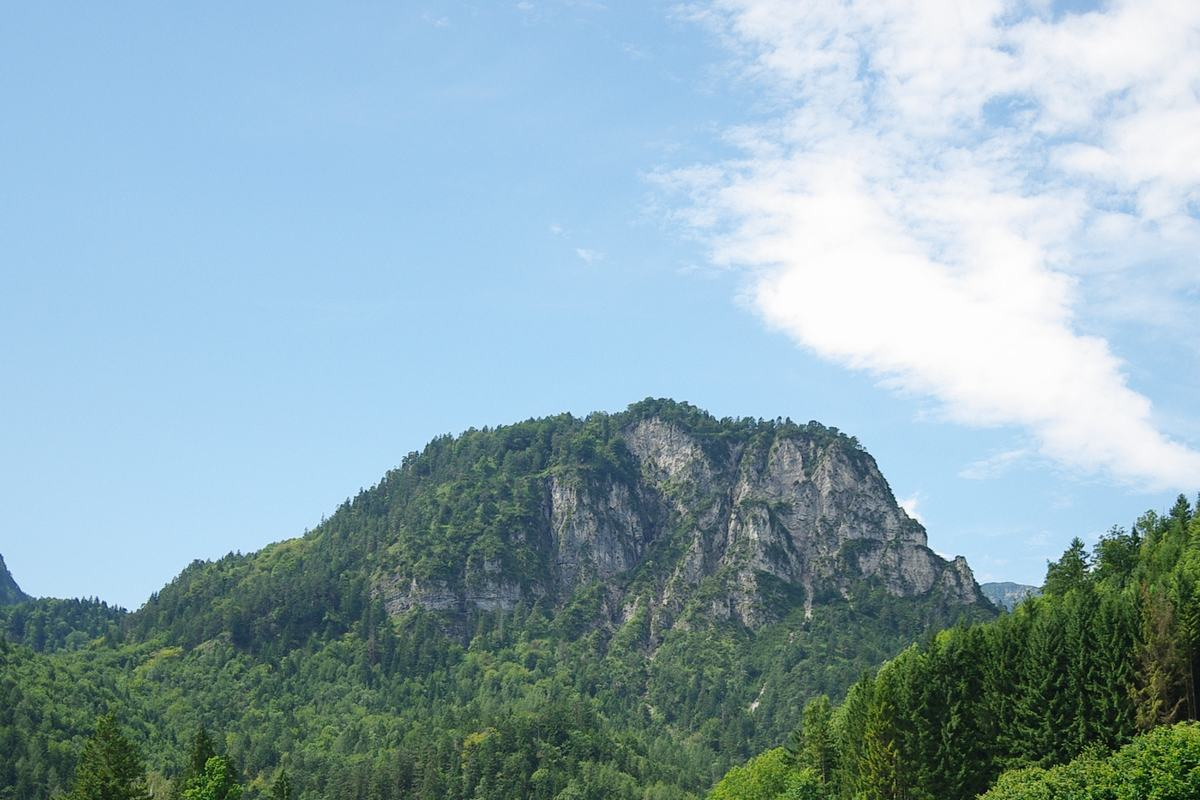
Gebersberg mit Kranzlstein

### Brauchtum
Der GTEV „Kranzlstoana“ Karlstein e. V. ist nach dem gleichnamigen Gipfel des Gebersbergs benannt und engagiert sich seit vielen Jahren mit der Abteilung der Böllerschützen für einen Erhalt des Brauchtums und der Tracht.
Unabhängig von Vereinen ist der alljährliche Lauf der Karlsteiner Perchten ein Brauchtum, das im Alpenraum nicht sehr weit verbreitet ist. Im Gegensatz zu vielen anderen Perchtenläufen (der u. a. auch im benachbarten Nonn stattfindet) handelt es sich bei den Karlsteiner Perchten um sog. Schönperchten. In weiß gekleidet, mit einem Gürtel mit Kuhglocken, ohne Ruß im Gesicht und ohne Masken ziehen sie von Haus zu Haus und wünschen den Bewohnern Glück. Der Ablauf unterliegt vor allem in Karlstein strengen Regeln. In der letzten der zwölf Rauhnächte sind es maximal zwölf Karlsteiner Junggesellen, die durch Karlstein laufen. Auch die Anzahl der Läufe jedes Einzelnen ist auf zwölf Teilnahmen begrenzt. Angeführt werden sie von der Perchtnmuatta (Perchtenmutter), dem Percht der von allen am öftesten gelaufen ist. Der Lauf geht auf einen alten heidnischen Brauch zurück und wird seit dem 17. Jahrhundert gepflegt. Nach dem Zweiten Weltkrieg wurde dieser Brauch von Mitgliedern des Trachtenvereins wieder ins Leben gerufen. Der Lauf beginnt um 15 Uhr beim Mesnerbauern ⊙ und endet meist spät nach Mitternacht beim Kugelbachbauern ⊙. Die Perchten legen in dieser Zeit fast 30 km zu Fuß zurück.

### Sport

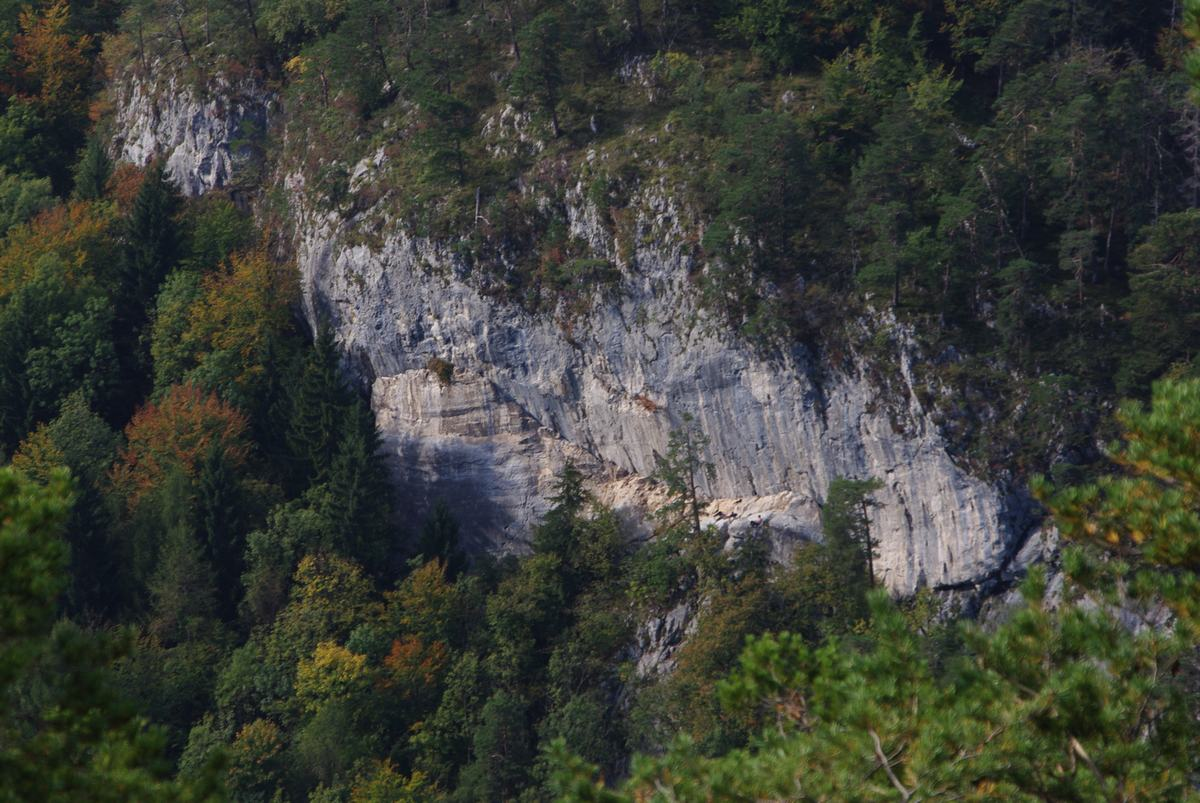
Kletterer am Müllnerberg

Auch mehrere Sportvereine sind in Karlstein ansässig, so die Schützengesellschaft Karlstein-Kaitl, der Eisstockclub Karlstein und der Tauchclub Thumsee Reichenhall e. V. Der Eisstockclub Karlstein kann auf eine langjährige Tradition zurückblicken und kann mehrere nationale und internationale Erfolge vorweisen, wie z. B. den Gewinn der Weltmeisterschaft im Eisstockschießen mit der Mannschaft. Der Reichenhaller Tennisclub und der 1. Eisstock-Club Bad Reichenhall e. V. haben ihre Vereinsheime samt Tennisplätze bzw. Eisstockbahnen im Gemeindebereich Nonn in der Nonner Au. Dort befindet sich auch das Nonner Stadion mit einem Naturrasenplatz.
Der Knogl, der zum Müllnerberg gehört und sich in der Nähe des Kugelbachbauern befindet, ist ein beliebtes Ziel für Kletterer.
Der Thumsee-Triathlon wird jährlich von der Triathlonabteilung des TSV 1862 Reichenhall e. V. veranstaltet. Der Thumsee wird dabei für die Schwimm- und der Uferweg für die Laufstrecke genutzt. Die Radstrecke führt um Gebersberg und Müllnerberg herum, am Saalachsee entlang und zurück an den Thumsee.

### Sehenswürdigkeiten

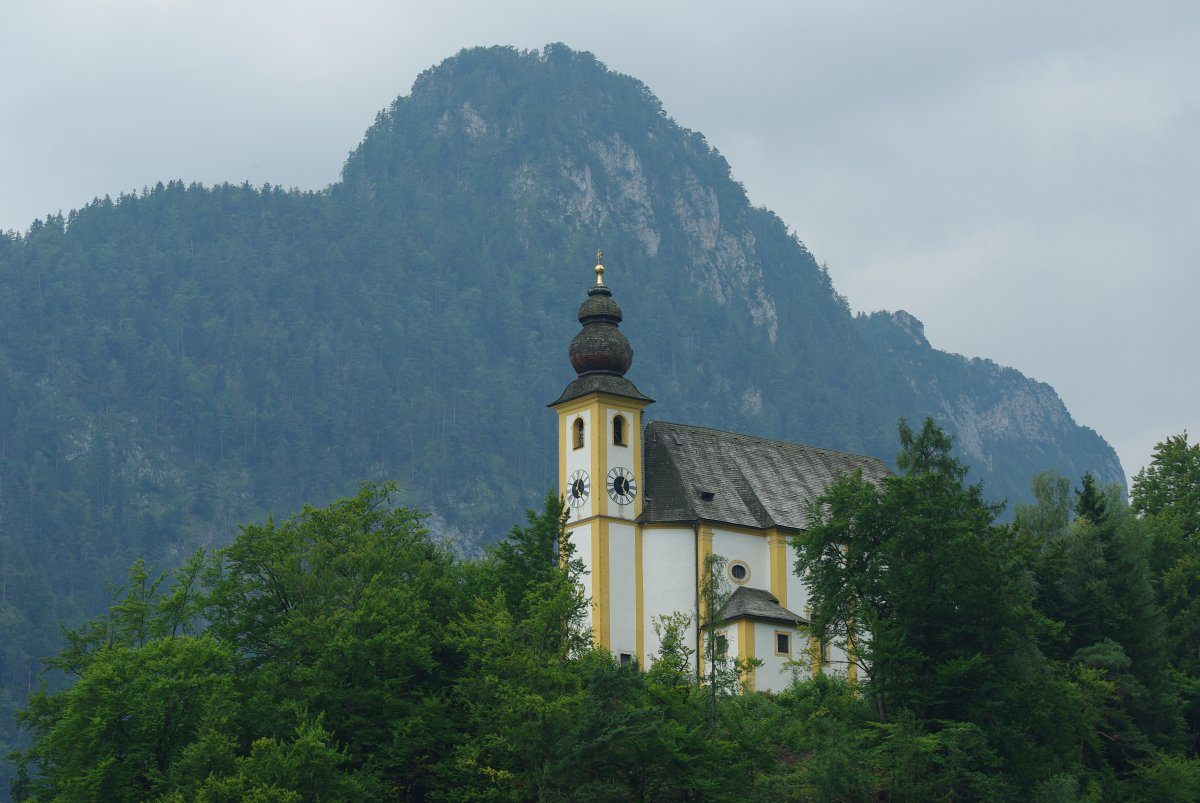
Wallfahrtskirche St. Pankraz

Zu den ältesten Sehenswürdigkeiten in Karlstein zählt die Ruine Karlstein aus dem 12. Jahrhundert, eine Burg der Grafen von Peilstein. Die Ruine liegt auf dem gleichnamigen Felsen oberhalb von Karlstein und bietet einen Blick auf das Landschaftsschutzgebiet am Thumsee. Der Thumsee bietet als Naherholungsgebiet mehrere Bademöglichkeiten, im benachbarten Seemösl befindet sich eine Seerosenanlage, in der bis zu neun verschiedene Arten von Seerosen gezüchtet wurden. Der Burgruine vorgelagert auf dem Pankrazfelsen befindet sich die katholische Wallfahrtskirche St. Pankraz. Der barocke Neubau aus dem 17. Jahrhundert vom Graubündner Baumeister Lorenzo Sciasca ersetzte ein Bauwerk aus dem 14. oder 15. Jahrhundert. Den Pankrazfelsen, von dem aus man eine gute Aussicht auf den Reichenhaller Talkessel hat, erreicht man über einen Weg mit über 300 Stufen.
Unterhalb der Pankrazkirche, direkt am Seebach, befindet sich die Seebachkapelle, die in den späten 1990er Jahren aufwendig restauriert wurde. Ebenfalls in der Nähe des Seebachs befinden sich die denkmalgeschützten Brunnhäuser Fager und Seebichl, die früher ein Teil der Soleleitung von Reichenhall nach Traunstein waren. Der Soleleitungsweg selbst ist ausgeschildert und ist vor allem an heißen Tagen im Sommer ein gern genutzter Wanderweg im Schatten der Bäume. In der Nähe der Soleleitung befindet sich der Kugelbachbauer. Der bewirtete Hof bietet einen idealen Ausgangspunkt für Wanderungen auf das Müllnerhorn. Das Gasthaus Moserwirt und der ehemalige Gasthof Kaitl stehen auch unter Denkmalschutz und wurden bereits durch Wolfgang Amadeus Mozart in Briefen erwähnt.
Eine weitere Kirche steht im Nonner Unterland: die Kirche St. Georg (Nonner Kircherl), die einen herrlichen Altar aus der Werkstatt des Laufener Meisters Gordian Guckh beherbergt. In Nonn finden sich zudem weitere denkmalgeschützte Objekte, meistens Bauernhöfe aus den letzten Jahrhunderten, die alle in Privatbesitz und oft in sehr gutem Zustand sind.

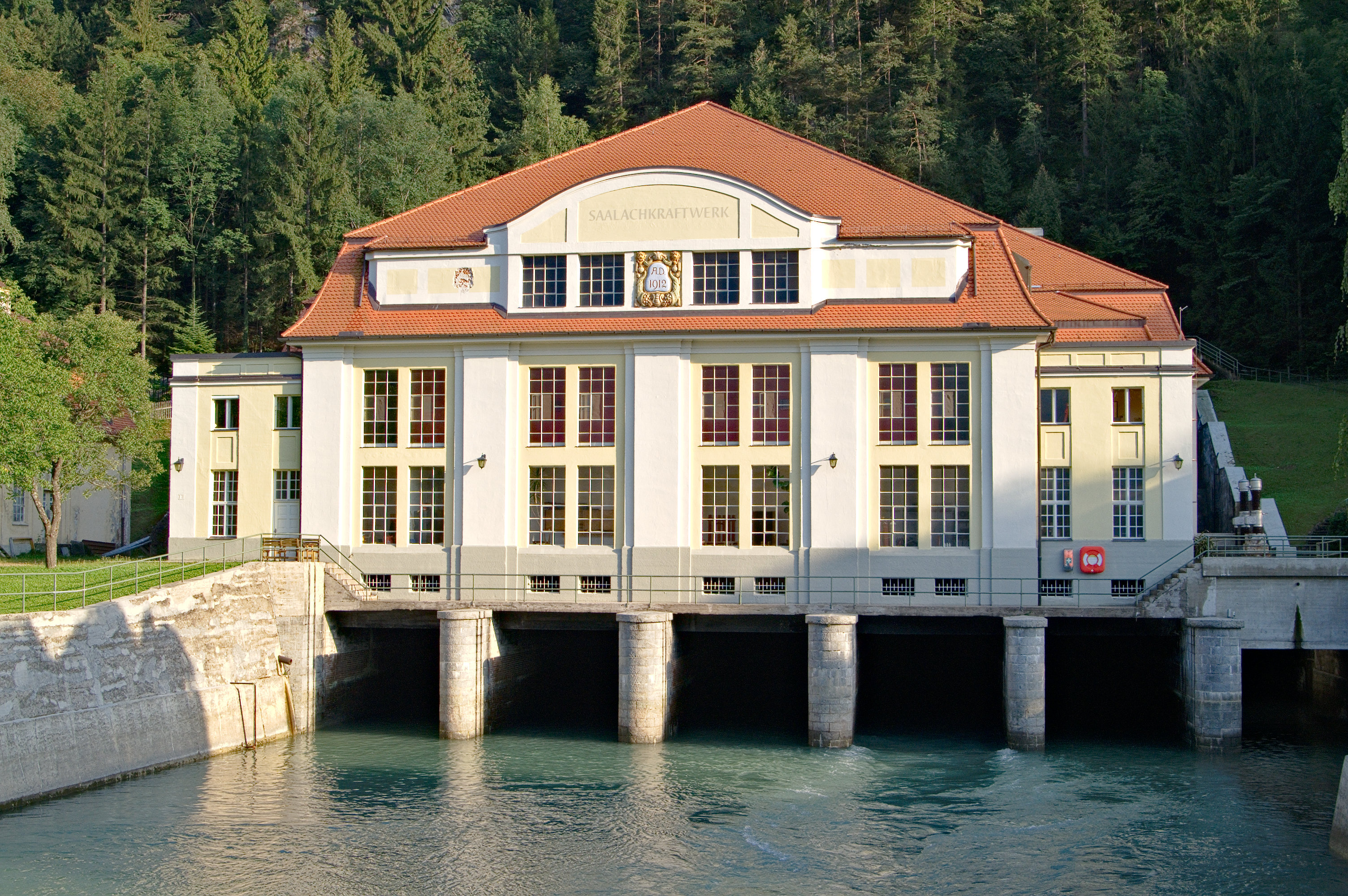
Saalachkraftwerk

Im Ortsteil Kirchberg steht das Kirchberg-Schlössl aus dem 15. Jahrhundert, das 1723 zu seiner derzeitigen Form ausgebaut wurde. Im Schlössl befindet sich heute ein Restaurant. Ebenfalls in Kirchberg befinden sich die Predigtstuhlbahn von 1928 und das Saalachkraftwerk von 1914. Die Predigtstuhlbahn ist die älteste original erhaltene Großkabinenseilbahn der Welt, Tal- und Bergstation, Gondeln, die Technik und das Berghotel sind heute im Originalzustand. Das Saalachkraftwerk wurde im Jugendstil mit einer eindrucksvollen Fassade erbaut und ist eines der ältesten sich noch im Betrieb befindlichen Bahnkraftwerke Deutschlands. Während man mit der Bahn jederzeit auf den 1.614 m hohen Predigtstuhl fahren kann, kann man das Saalachkraftwerk nur im Rahmen von Führungen besichtigen, die meist nur zum Tag des offenen Denkmals angeboten werden. Die denkmalgeschützte Luitpoldbrücke stellte lang die einzige Verbindung für Autos und größere Fuhrwerke zwischen Karlstein und Reichenhall dar.

## Wirtschaft und Infrastruktur

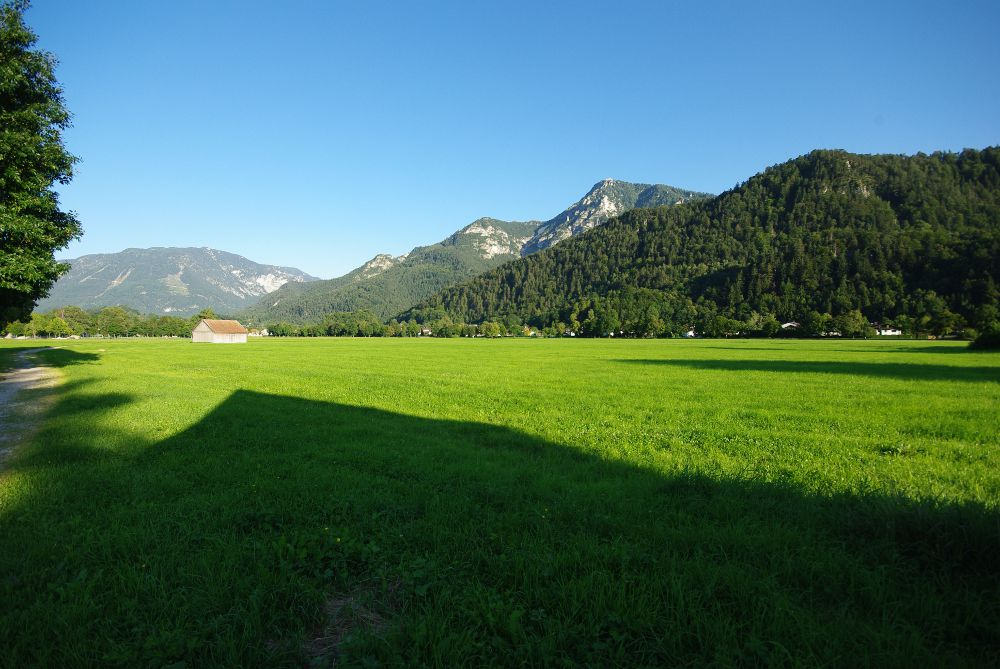
Weitwiese, im Hintergrund das Lattengebirge und der Untersberg

### Unternehmen
Karlstein ist geprägt von Landwirtschaft und Tourismus. Viele Bauern und Privatleute vermieten Zimmer und Ferienwohnungen oder haben ihre Häuser zu Pensionen ausgebaut. In Karlstein – vor allem am Thumsee – gibt es noch mehrere Hotels, von den vielen Gaststätten sind heute nur noch wenige geöffnet. Mehrere Handwerksbetriebe sind heute noch in Karlstein ansässig und seit den 2010er Jahren wird im Bereich der Fischzucht aus Quellwasser das Bad Reichenhaller Mineralwasser hergestellt. Größter Arbeitgeber war lange Zeit die Schöndorfer GmbH mit Bau- und Umwelttechnik. Nach einer Liquidierung einiger Unternehmensbereiche sind heute nur noch wenige Arbeitsplätze in Karlstein verblieben. Es gibt außerdem drei Kfz-Betriebe, zwei Handelsunternehmen und eine Filiale der Sparkasse Berchtesgadener Land.

### Öffentliche Einrichtungen
Der Ortsteil wird durch die Stadtwerke Bad Reichenhall mit Trinkwasser und Erdgas versorgt. Örtlicher Stromanbieter ist die Elektrizitätsgenossenschaft Karlstein eG. Karlstein ist an das Kanalnetz der Stadt Bad Reichenhall und damit auch an die Kläranlage in Marzoll angeschlossen. In den späten 1980er Jahren wurde auch der ehemalige Gemeindeteil Thumsee an die Kanalisation angeschlossen, der Neubau des Kanals wurde mit der Errichtung eines Radweges zum Thumsee kombiniert. Die Trinkwasserversorgung stellen die Bewohner am Thumsee immer noch über eigene Brunnen sicher. Das Thumseebad hat die Stadt seit vielen Jahren verpachtet.

### Verkehr

#### Individualverkehr
Durch den Ortsteil Karlstein führt die Staatsstraße 2101. Sie beginnt bei der Abzweigung Weinkaser als direkte Verlängerung der Bundesstraße 305, der Queralpenstraße, und endet im Bereich der Kretabrücke wo sich der Verkehr auf die Bundesstraße 20 und die Reichenbachstraße in Bad Reichenhall aufteilt.
Neben der Kretabrücke verbinden die denkmalgeschützte Luitpoldbrücke und der Fußgängerübergang Nonner Steg Karlstein und Bad Reichenhall, die durch die Saalach getrennt sind.

#### Öffentlicher Nahverkehr
Die Stadtwerke Bad Reichenhall verbinden mit ihren Stadtbussen der Linie 2 den Thumsee und Karlstein mit Reichenhall, der zweite Endhaltepunkt ist Piding. Die Buslinie 9526 des Regionalverkehr Oberbayern verbindet die Bahnhöfe von Bad Reichenhall und Traunstein und folgt durch Karlstein dem Verlauf der Linie 2 der Stadtwerke. Der Haltepunkt „Bad Reichenhall-Kirchberg“ der Bahnstrecke Bad Reichenhall–Berchtesgaden liegt im ehemaligen Gemeindegebiet von Karlstein.

### Bildung
In Karlstein befindet sich die Grundschule Karlstein, wo  in der Regel mit jeweils einer Klasse pro Jahrgang die Kinder aus den Ortsteilen Karlstein, Kirchberg, Nonn und Thumsee unterrichtet werden. Der Schule angeschlossen ist eine eigene Mehrzweckhalle, die 1986 errichtet wurde. In der Nachbarschaft der Schule liegt der Städtische Kindergarten Karlstein.

### Bundeswehr
Die Standortschießanlage der Hochstaufen-Kaserne befindet sich im Nesselgraben am Thumsee und wird auch von Soldaten aus der Jägerkaserne in Bischofswiesen genutzt.

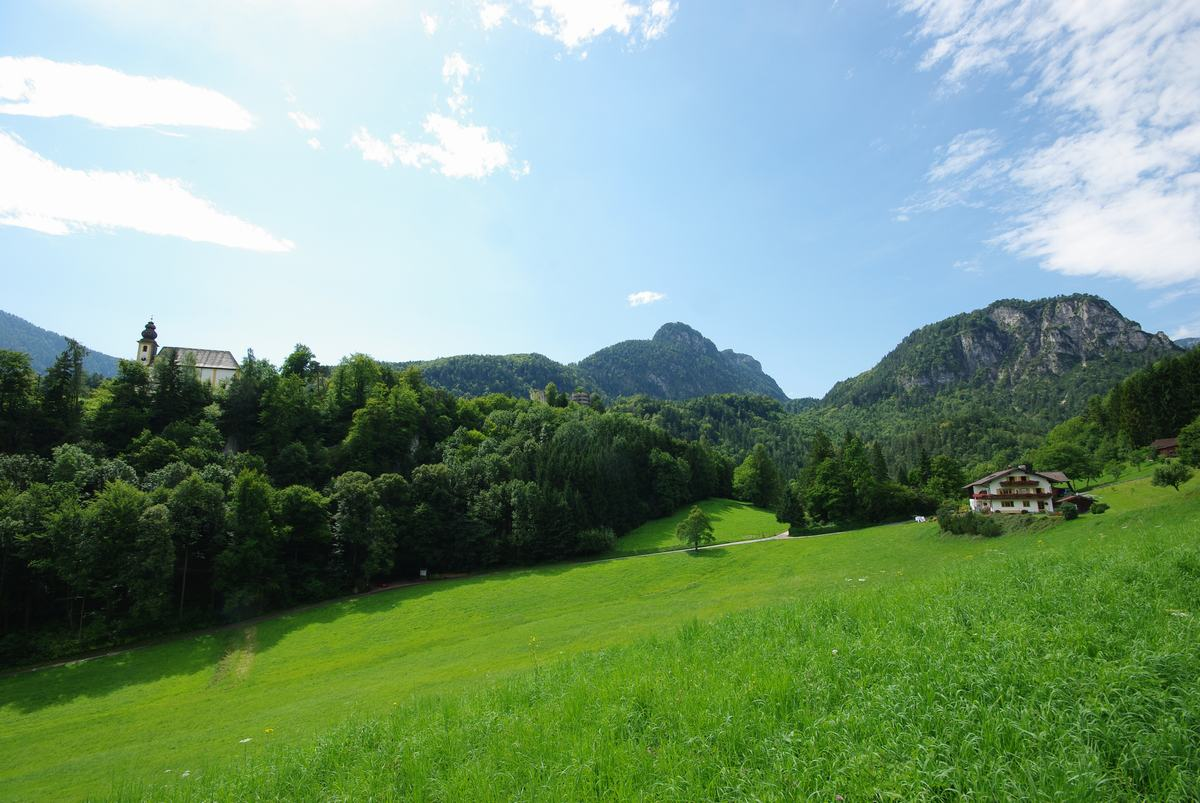
St. Pankraz mit Mesnerbauer, Müllnerhorn und Gebersberg